# Andrea Tovar
Jealisse Andrea Tovar Velásquez (sinh ngày 3 tháng 9 năm 1993), được biết đến với tên Andrea Tovar, là người mẫu người Colombia và Hoa hậu Colombia 2015. Cô đại diện cho Chocó tại Hoa hậu Colombia, và đại diện cho Colombia tại Hoa hậu Hoàn vũ 2016.